# فارن (موريتس)
فارن (بالألمانية: Waren (Müritz)) هي بلدة ألمانية، city with tens of thousands of inhabitants، location with spa و medium regional center تقع في موريتز في ألمانيا. يقدر عدد سكانها بـ 21,236 نسمة .

## المدن التوأمة
مدن دوقية شلسفيغ، اشبرينغه، روكاشو ‏، سووالكي و نيور هي مدن توأمة لفارن (موريتس).